# Черепанов, Александр Леонидович
Александр Леонидович Черепанов (род. 20 января 1967, Половинное, Курганская область) — офицер Воздушно-десантных войск Российской Федерации, Герой Российской Федерации, гвардии подполковник, педагог .

## Биография
Александр Леонидович Черепанов родился 20 января 1967 года в селе Половинном Половинского сельсовета Половинского района Курганской области, ныне село — административный центр Половинского муниципального округа той же области.
У Александра мать умерла, когда ему было 11 лет, отец создал другую семью, а его воспитывала бабушка.
После окончания Половинской средней школы пытался поступить в Рязанское высшее воздушно-десантное командное Краснознамённое училище, но по конкурсу не прошёл. В 1984 году поступил в Курганское профессионально-техническое училище № 1 по специальности «помощник машиниста электровоза».
В 1985 году был призван на срочную службу в ряды Советской Армии, проходил службу в Ракетных войсках стратегического назначения СССР, пос. Чита-46 Читинской области.
С 1986 года — курсант Рязанского высшего воздушно-десантного командного Краснознамённого училища.
В 1990 году, после окончания училища, проходил службу в воздушно-десантной части Белорусского военного округа. После распада СССР, был переведён в Северо-Кавказский военный округ. Прошёл служебные ступени от командира взвода до командира батальона.
В 1995 году участвовал в подавлении формирований сепаратистов в городе Грозный в Чечне, а в 1999 году — в ликвидации банд в Ботлихском районе Дагестана. Командир парашютно-десантного батальона 56-го гвардейского ордена Отечественной войны 1-й степени десантно-штурмового полка 20-й гвардейской Прикарпатско-Берлинской ордена Суворова 2-й степени, мотострелковой дивизии Северо-Кавказского военного округа.
Указом Президента Российской Федерации от 23 марта 2000 года за мужество и героизм, проявленные при выполнении служебного долга, майору Черепанову Александру Леонидовичу присвоено звание Героя Российской Федерации с вручением медали «Золотая Звезда» № 610.
В 2002 году с красным диплом окончил Командный факультет Общевойсковой академии Вооружённых Сил Российской Федерации.
После окончания военной службы, 13 лет работал учителем ОБЖ и заместителем директора по обеспечению безопасности ГОУ лицей № 1575 СОУО ДО г. Москвы, учитель высшей квалификационной категории. Живёт в Москве.

## Награды
- Герой Российской Федерации, 23 марта 2000 года
  - Медаль «Золотая Звезда» № 610
- Орден Мужества, 13 января 1996 года
- Орден «За военные заслуги», 30 сентября 1999 года
- медали, в т.ч.:
  - Медаль «За отличие в военной службе» I, II и III степени, Министерство обороны Российской Федерации
  - Медаль «За ратную доблесть», Всероссийская общественная организация ветеранов «Боевое братство»
  - Медаль «80 лет Вооружённых сил СССР», Постоянный Президиум Съезда народных депутатов СССР
  - Памятная медаль «100 лет Красной Армии», Коммунистическая партия Российской Федерации
  - Медаль «70 лет создания Воздушно-десантных войск СССР», Постоянный Президиум Съезда народных депутатов СССР